# Дитрих фон Нойенар
Дитрих фон Нойенар (на немски: Dietrich von Neuenahr; * пр. 1252; † 15 юни 1276) е граф на Графство Нойенар (1266 – 1276).

## Произход
Замъкът Нойенар в Нойенар в долината Артал, в Северн Рейнланд-Пфалц, е построен ок. 1225 г. от графовете на Нойенар, клон на фамилията Аре-Хохщаден-Нюрбург.
Той е син на граф Герхард фон Нойенар († сл. 1265/1270) и съпругата му Елизабет фон Спонхайм († сл. 1265), дъщеря на граф Йохан I фон Спонхайм-Сайн-Щаркенбург († 1266) и съпругата му от род Алтена-Изенберг, дъщеря на граф Фридрих фон Изенберг и София фон Лимбург.

## Фамилия
Дитрих фон Нойенар се жени за Хедвиг фон Кесел († сл. 1276), дъщеря на граф Вилхелм фон Кесел († 1260/1262) и жена фон Лимбург. Те имат децата:
- Кунигунда фон Нойенар († сл. 1329), омъжена пр. 1295 г. за граф Рупрехт II фон Вирнебург, бургграф на Кохем († 1308)
- София фон Нойенар († сл. 1276)
- Йохан I фон Нойенар-Зафенберг (* пр. 1276; † сл. 1306), господар на Роезберг-Зафенберг, женен за фон Арберг-Зафенберг (или I. за Бонета фон Юден († сл. 1291), II. пр. 13 юли 1312 г. за Агнес фон Керпен)
- Вилхелм I фон Нойенар († сл. 1307), граф на Нойенар (1276 – 1307), женен за Беатрикс фон Грайфенщайн-Ландскрон?
- Лудвиг фон Нойенар († сл. 1276)